# Shoujo Byou
Shōjo Byō (少女病) es una agrupación musical dōjin japonesa; Originalmente se dedicaba a desarrollar juegos y narraciones musicales basadas en anime y novelas visuales (las cuales se conocen como compilaciones), pero a partir del disco 偽典セクサリス (Giten Sekusarisu - Giten Seksalis), la narrativa ha sido creada completamente por el grupo. Estas historias están ligadas entre sí, siendo continuadas en casi todos los discos hasta el momento.
El grupo se desenvuelve en el rock sinfónico enfocado en la melodía, obteniendo un sonido potente pero armonioso. Las dos vocalistas femeninas del grupo, Mitsuki y Lico, mantienen protagonismo en el canto, mientras las narraciones son realizadas por los distintos seiyūs invitados.
A partir del 23 de diciembre de 2009, con su single 蒼白シスフェリア (Sōhaku Sisferia - Sōhaku Shisuferia), el grupo trabaja para la discográfica Lantis. En diciembre de 2010 Shōjo Byō ofreció su primer live, First Live"WorldEnd／FairytalE", el cual está disponible en DVD y Blu-Ray. Su tema Refulgence es utilizado como ending en el anime Katanagatari, y su último trabajo ha sido el sencillo Methaphor, cuyo tema del mismo nombre es usado como ending del anime Seikon no Qwaser II.

## Miembros
- Mitsuki（Vocalista）
- Lico（Vocalista, temporalmente fuera）
- ピクセルビー（Composición, arreglos）
- RD-Sounds（Composición, arreglos）
- 光収容（Guitarra）
- 岸田/岸田教団（Bajo）
- 大先生牢屋ストリングス（Cuerdas）
- 空導ストリングス（Cuerdas）
- そうる透（Batería）
- 村石雅行（Batería）
- みっちゃん/岸田教団 & THE 明星ロケッツ（Batería）
- 小泉由香/Orange（Mastering）
- Noko（Ilustración）
- 三月まうす（Ilustración）
- lunatic joker（Diseño）

## Discografía

### Compilaciones
- 「Festa!」

2008, 9 canciones.
- 「空想RPG!」 (Kūsou RPG!)

2008, 8 canciones.
- 「admiration」

(C70), 8 canciones.
- 「reverence」

(C70), 8 canciones.
- 「esteem」

(C71), 9 canciones.
- 「unify」

(C72), 16 canciones, algunas del 「admiration」 y el 「reverence」.

### Dōjin
- 「偽典セクサリス」 (Giten Seksalis - Giten Sekusarisu)

17.Ago.2007, Código GIRL-1001, 11 canciones.
Vocalistas: Mitsuki, Lico.
Seiyūs: Sawashiro Miyuki, Nakahara Mai, Ono Daisuke, Sasaki Kana.
- 「覚醒ノエシス」(Kakusei Noesis - Kakusei Noeshisu)

31.Dic.2007, Código GIRL-1002, 3 canciones.
Vocalistas: Mitsuki, Lico.
Seiyūs: Hirano Aya.
- 「葬月エクレシア」 (Sōgetsu Ekklesia - Sōgetsu Ekureshia)

16.Ago.2008, Código GIRL-1003, 11 canciones.
Vocalistas: Mitsuki, Lico.
Seiyūs: Chihara Minori, Katō Emiri, Kamiya Hiroshi.
- 「空導ノスタルジア」 (Kūdō Nostalgia - Kūdō Nosutarujia)

29.Dic.2008, Código GIRL-1004, 3 canciones.
Vocalistas: Mitsuki, Lico.
Seiyūs: Tanaka Rie.
- 「黎明ローレライ」 (Reimei Lorelei - Reimei Rōrerai)

15.Ago.2009, Código GIRL-1005, 10 canciones.
Vocalistas: Mitsuki, Lico.
Seiyūs: Nazuka Kaori, Yoshino Hiroyuki.
- 「慟哭ルクセイン」 (Dōkoku Luksain - Dōkoku Rukusein)

30.Dic.2009, Código GIRL-1006, 3 canciones.
Vocalistas: Mitsuki, Lico.
Seiyūs: Sawashiro Miyuki.
- 「告解エピグラム」 (Kokkai Epigram - Kokkai Epiguramu)

14.Ago.2010, Código GIRL-1007, 10 canciones.
Vocalistas: Mitsuki, Lico.
Seiyūs: Tange Sakura, Koyasu Takehito.
- 「Seiren -彼方に謡う哀憐の姫-」 (Seiren - Kanata ni Utau Airen no Hime)

14.Ago.2010, Código GIRL-2001, 8 canciones.
Vocalistas: Mitsuki.
Seiyūs: -

### Comerciales
- 「蒼白シスフェリア」 (Sōhaku Sisferia - Sōhaku Shisuferia)

23.Dic.2009, Código LACM-4681, 3 canciones.
Vocalistas: Mitsuki, Lico.
Seiyūs: Hanazawa Kana, Toyosaki Aki, Sawashiro Miyuki, Kakihara Tetsuya.
- 「残響レギオン」 (Zankyō Legion - Zankyō Region)

8.Dic.2010, Códigos LACA-35071 (versión normal), y LACA-15071 (versión de lujo), 10 canciones.
Vocalistas: Mitsuki.
Seiyūs: Yukana, Sawashiro Miyuki, Sugita Tomokazu, Itō Kanae.
- 「metaphor」

25.May.2011, Código LACM-4805, 2 canciones.
Vocalistas: Mitsuki.
Seiyūs:

### Conciertos en vivo
- 「少女病 First Live "WordEnd/FealytalE"」

Concierto de diciembre de 2010, disco del 27.Abr.2011, Códigos LABX-8007~8008.